# Carlo Abbate
Carlo Abbate (* um 1600 in Genua; † nach 1640) war ein italienischer Musiktheoretiker, Komponist und Franziskanerpriester.

## Leben
Carlo Abbate stand in Diensten von Fürst Kardinal Franz Seraph von Dietrichstein. Er war dessen Kaplan und diente auch als Musiker. Ab 1629 war er Musiklehrer am loretanischen Seminar in Nikolsburg. Zuvor übte er dieselbe Funktion in St. Oslowan aus. Am 13. Juni 1632 verließ er Nikolsburg wohl infolge eines Streits mit einem Vorgesetzten und ging wieder nach Italien.

## Werke (Auswahl)
- Regulae contrapuncti excerptae ex operibus Zerlini et aliorum ad breviorem tyronum instructionem accommodate, St Oslowan, 1629. Dieses Lehrbuch verwendete er wahrscheinlich in seinem Musikunterricht. Er verwendete bestehende Regeln und Ausüge aus den Werken von Gioseffo Zarlino. Obwohl das Werk einen lateinischen Titel besitzt ist es in italienischer Sprache verfasst. Er schrieb das Werk als Kontrapunktlehrbuch für seine Seminarschüler.[1]